# Efectul razelor gamma asupra anemonelor
Efectul razelor gamma asupra anemonelor este un film românesc din 1977 regizat de Cătălina Buzoianu. Rolurile principale au fost interpretate de actorii Olga Tudorache și Rodica Negrea. Spectacolul TV "Efectul razelor gamma asupra anemonelor" de Paul Zindel a fost preluat de la Teatrul Mic din București.

## Prezentare
Povestea se învârte în jurul unei familii disfuncționale formată dintr-o mama singură, Beatrice Hunsdorfer, și cele două fiice ale sale Ruth și Tillie, care încearcă să facă față statutului lor abisal în viață. 
Timida Matilda Hunsdorfer poreclită "Tillie" pregătește experimentul ei, implicând anemone răsărite din semințe expuse la radioactivitate, pentru târgul științific. Totuși, ea este în mod constant învinuită de mama ei Beatrice, care este egoistă și abuzivă, și de sora ei extrovertită și instabilă, Ruth, care se supune voinței mamei ei.

## Distribuție
- Olga Tudorache ca Beatrice Hunsdorfer
- Adriana Șchiopu ca Ruth Hunsdorfer
- Rodica Negrea ca Matilda (Tilly) Hunsdorfer
- Monica Mihăescu ca Jenny
- Ioana Ottescu ca Nanny

## Producție
Scenariul este bazat pe piesa de teatru americană The Effect of Gamma Rays on Man-in-the-Moon Marigolds (Efectul razelor gamma asupra crăițelor) de Paul Zindel. Piesa a mai fost ecranizată în 1972  sub regia lui Paul Newman.